# Pinguicula variegata
Pinguicula variegata este o specie de plante carnivore din genul Pinguicula, familia Lentibulariaceae, ordinul Lamiales, descrisă de Porphir Kiril Nicolai Stepanowitsch Turczaninow. Conform Catalogue of Life specia Pinguicula variegata nu are subspecii cunoscute.